# Жиглевиц, Элза
Элза Жиглевиц (латыш. Elza Žiglevica; 24 августа 1898, Яунберзская волость — 29 октября 1919, Рига) — латвийская студентка. Работница Латвийского женского корпуса помощи. Последняя награждённая Военным орденом Лачплесиса (посмертно).

## Биография
Родилась 24 августа 1898 года в Яунберзской волости в семье врача. Детство провела в Слоке. Обучалась в Рижской гимназии им. Ломоносова и в Московской гимназии В. Н. фон Дервиза. В 1917 году вернулась в Ригу. В 1918 году работала английским референтом в Латвийской прессе. В 1919 году поступали в Латвийский университет.
С началом наступления Бермондта вступила в Латвийский женский корпус помощи. 10 октября 1919 года, невзирая на интенсивный артиллерийский обстрел, доставляла еду солдатам на позициях Даугавмалы и была тяжело ранена. В результате ранения потеряла ногу. Умерла в больнице 29 октября 1919 года. Была похоронена с военными почестями на Большом кладбище. В 1928 году была посмертно награждена орденом Лачплесиса (одна из трёх женщин, удостоенных этого ордена — высшей военной награды Латвии). В связи с тем, что орден Лачплесиса присваивался только военным, Элза Жиглевиц была посмертно зачислена в армию.
Вместе с другими 17 студентами имя Элзы Жиглевиц выгравировано на памятной плите у входа в Малый зал Латвийского университета.